# Куркуас
Коуркоуас или Куркуас ( стгрч. Κουρκούας   , са јерм. Գուրգեն   , Гурген ) је била једна од многих кнежевских породица из Јерменије које су мигрирале у Византијско царство током периода арапске владавине над Јерменијом (7.–9. век). Они су постали истакнути као део анатолске војне аристократије у 10. веку, дајући неколико високих генерала и цара. Они су се у великој мери венчавали са члановима аристократских породица Фока и Склира . У 11. и 12. веку прешли су у цивилну аристократију.

## Познати чланови
- Јован Куркуас (9. в. ), Заповедник пука Хиканатои и завереник против цара Василија I
- Јован Куркуас (10. век), унук горе наведеног, Зповедник Источних армија и чувени генерал под царем Романом I Лакапином
- Теофил Куркуас, Јованов брат, стратег Халдије и касније Врховни заповедник војске
- Роман Куркуас, син Јована Куркуаса и Заповедник  Западних армија
- Јован Куркуас, син Романа, Зповедник Источних армија, убијен у опсади Доростолона
- Јован I Цимискије (око 925–976), унук Теофила Куркуаса, византијског цара 969–976.
- Јован Куркуас (11. в. ), Катепан Италије 1008–1010
- Роман Куркуас, оженио ћерку цара Јована Владислава, последњег бугарског цара, учествовао у завери против цара Константина VIII.
- Григорије Куркуас, војвода Филипопоља 1089–1091. свештеник, рођак патријарха Михаила II
- Михаило II Куркуас, васељенски цариградски патријарх 1143–1146.